# Priboj
Priboj (serbocroata cirílico: Прибој) es un municipio y villa de Serbia perteneciente al distrito de Zlatibor.
En 2011 su población era de 27 133 habitantes, de los cuales 14 920 vivían en la villa y el resto en las 33 pedanías del municipio. La gran mayoría de los habitantes del municipio son serbios (20 582 habitantes), con minorías de bosníacos (3811 habitantes) y musulmanes (1944 habitantes).
Se ubica a orillas del río Lim en la frontera con Bosnia y Hercegovina.

## Pedanías
- Banja
- Batkovići
- Brezna
- Bučje
- Dobrilovići
- Živinice
- Zabrđe
- Zabrnjica
- Zagradina
- Zaostro
- Jelača
- Kalafati
- Kaluđerovići
- Kasidoli
- Kratovo
- Krnjača
- Kukurovići
- Mažići
- Miliješ
- Plašće
- Požegrmac
- Pribojska Goleša
- Pribojske Čelice
- Rača
- Ritošići
- Sjeverin
- Sočice
- Strmac
- Hercegovačka Goleša
- Crnugovići
- Crnuzi
- Čitluk
- Akmačići

## Clima
| Parámetros climáticos promedio de Priboj | Parámetros climáticos promedio de Priboj | Parámetros climáticos promedio de Priboj | Parámetros climáticos promedio de Priboj | Parámetros climáticos promedio de Priboj | Parámetros climáticos promedio de Priboj | Parámetros climáticos promedio de Priboj | Parámetros climáticos promedio de Priboj | Parámetros climáticos promedio de Priboj | Parámetros climáticos promedio de Priboj | Parámetros climáticos promedio de Priboj | Parámetros climáticos promedio de Priboj | Parámetros climáticos promedio de Priboj | Parámetros climáticos promedio de Priboj |
| Mes                                      | Ene.                                     | Feb.                                     | Mar.                                     | Abr.                                     | May.                                     | Jun.                                     | Jul.                                     | Ago.                                     | Sep.                                     | Oct.                                     | Nov.                                     | Dic.                                     | Anual                                    |
| ---------------------------------------- | ---------------------------------------- | ---------------------------------------- | ---------------------------------------- | ---------------------------------------- | ---------------------------------------- | ---------------------------------------- | ---------------------------------------- | ---------------------------------------- | ---------------------------------------- | ---------------------------------------- | ---------------------------------------- | ---------------------------------------- | ---------------------------------------- |
| Temp. máx. media (°C)                    | 2.8                                      | 5.9                                      | 10.9                                     | 14.5                                     | 19.5                                     | 22.9                                     | 25.3                                     | 25.6                                     | 22.2                                     | 16.9                                     | 9.2                                      | 4.4                                      | 15                                       |
| Temp. media (°C)                         | -0.9                                     | 1.6                                      | 5.8                                      | 9.2                                      | 13.9                                     | 17.2                                     | 19.2                                     | 19.2                                     | 16.0                                     | 11.4                                     | 5.3                                      | 1.1                                      | 9.9                                      |
| Temp. mín. media (°C)                    | -4.6                                     | -2.6                                     | 0.8                                      | 4.0                                      | 8.4                                      | 11.6                                     | 13.2                                     | 12.9                                     | 9.8                                      | 6.0                                      | 1.4                                      | -2.2                                     | 4.9                                      |
| Precipitación total (mm)                 | 80                                       | 72                                       | 71                                       | 83                                       | 97                                       | 92                                       | 79                                       | 71                                       | 83                                       | 89                                       | 103                                      | 94                                       | 1014                                     |
| Fuente: Climate-Data.org                 |                                          |                                          |                                          |                                          |                                          |                                          |                                          |                                          |                                          |                                          |                                          |                                          |                                          |